# Claude Maxwell MacDonald
Sir Claude Maxwell MacDonald (Morar, 12 giugno 1852 – Londra, 10 settembre 1915) è stato un ufficiale e diplomatico britannico.

## Carriera
MacDonald studiò alla Uppingham School e al Royal Military Academy di Sandhurst. Entrò nel 74º reggimento di fanteria nel 1872.
Ha servito nel 1882 nella Guerra anglo-egiziana e fu addetto militare di Sir Evelyn Baring (1884-1885). Fu console generale a Zanzibar (1887-1889), e poi servì per alcuni anni come console generale a Brass in Africa occidentale. Si ritirò dall'esercito britannico nel 1896.

### Corea e Cina
Nel 1896, MacDonald è stato nominato ambasciatore britannico presso l'Impero cinese. È stato anche contemporaneamente ambasciatore britannico per l'impero di Corea.
In Cina, MacDonald ottenne un contratto di locazione per Weihaiwei. Egli è stato determinante nel garantire la seconda convenzione di Pechino, con la quale la Cina diede alla Gran Bretagna i territori di Hong Kong.
Nel 1899 MacDonald è stato l'autore di una nota diplomatica che ha proposto una nuova delimitazione del confine tra la Cina e l'India britannica nel Karakorum e del Kashmir, ora conosciuta come la linea Macartney-MacDonald, che costituisce ancora la base del confine tra Cina e Pakistan.
Come militare, MacDonald ha guidato la difesa delle legazioni straniere nel 1900, che erano sotto assedio durante la rivolta dei Boxer, in collaborazione con il colonnello giapponese Shiba Gorō.

### Giappone
MacDonald è stato nominato console generale per l'Impero del Giappone nel mese di ottobre 1900. Il 30 gennaio 1902 venne firmata la prima alleanza anglo-giapponese a Londra tra il ministro degli Esteri Lord Lansdowne e il ministro giapponese Hayashi Tadasu. MacDonald era ancora a Tokyo, quando l'alleanza è stata rinnovata nel 1905 e nel 1911. Inoltre divenne il primo ambasciatore della Gran Bretagna in Giappone, nel 1905.

## Morte
Morì il 10 settembre 1915, a Londra.